# Hector Heusghem
Hector Heusghem   (Ransart, 15 de febrer de 1890 - Montigny-le-Tilleul, 29 de març de 1982) va ser un ciclista belga del primer quart del segle xx.
Els seus èxits esportius més destacats foren dues segones posicions a la classificació general del Tour de França, el 1920 i 1921, així com dues victòries d'etapa en la mateixa cursa.
Era germà dels també ciclistes Louis Heusghem i Pierre-Joseph Heusghem.

## Palmarès
Palmarès d'Hector Heusghem.
- 1912
  - 9è de la Bordeus-París
- 1914
  - Vencedor d'una etapa de la Volta a Bèlgica
- 1919
  - Vencedor d'una etapa a la Volta a Bèlgica
  - Vencedor d'una etapa del Circuit dels Camps de Batalla
- 1920
  - Vencedor d'una etapa al Tour de França
- 1921
  - Vencedor d'una etapa al Tour de França
- 1923
  - 5è de la París-Brussel·les
  - 10è del Gran Premi Wolber

### Resultats al Tour de França
- 1913. Abandona (7a etapa)
- 1919. Abandona (1a etapa)
- 1920. 2n de la classificació general. Vencedor d'una etapa
- 1921. 2n de la classificació general. Vencedor d'una etapa
- 1922. 4t de la classificació general. Porta el mallot groc durant una etapa
- 1923. Abandona (9a etapa)
- 1924. Abandona (7a etapa)
- 1925. Abandona (12a etapa)